# 整合分類學資訊系統
整合分類學資訊系統（英語：Integrated Taxonomic Information System，縮寫作 ITIS）是專門提供生物物種分類訊息的機構。前身設立於1996年，隶属于美國聯邦政府商務部；而現在的ITIS則是國際性機構，參與的國家包括加拿大與墨西哥。
該數據庫來自分類學專家的大社區，主要內容人員位於美國國立自然史博物館，IT服務由位於丹佛的美國地質調查局提供。主要關注焦點是北美洲的物種，不過同時也與世界上其他相關機構合作整合生物分類資訊，增加全球覆蓋面。

## 外部連結
- Integrated Taxonomic Information System (ITIS) （页面存档备份，存于）
- Canada Interface: Integrated Taxonomic Information System (ITIS*CA) （页面存档备份，存于）
- Mexico Interface: Sistema Integrado de Información Taxonómica (SIIT*MX)
- Brasil Interface: Sistema Integrado de Informação Taxonômica - (SIIT*Brasil)[永久]

## 参見
- 在线百科全书列表
- 維基物種
- 网络生命大百科
- 世界海洋物种目录